# برانیمیر الکسیچ
برانیمیر الکسیچ (صربی: Branimir Aleksić؛ زادهٔ ۲۴ دسامبر ۱۹۹۰) بازیکن فوتبال اهل صربستان است.
وی همچنین در تیم‌های ملی فوتبال زیر ۲۱ سال صربستان و صربستان بازی کرده‌است.